# Arraial São Francisco Xavier
O Arraial São Francisco Xavier, consiste num conjunto de onze arraiais implantados pelos portugueses no século XVIII. Está localizado na Serra de São Vicente, em Vila Bela da Santíssima Trindade, Mato Grosso. Totaliza uma área de tombamento de aproximadamente 1.006,391 m². Sua existência é fruto da procura pelos bandeirantes por metais preciosos, que levou-os cada vez mais para o interior do país chegando à região que hoje pertence ao estado de Mato Grosso. Os arraiais ali presentes serviram pra expandir as fronteiras lusas nos domínios que deveriam pertencer aos espanhóis pelo Tratado de Tordesilhas. O Arraial de São Francisco Xavier foi uma das bases de exploração da região, sendo creditado a Luis Rodrigues Villar a fundação do arraial. Hoje apresenta rico material arqueológico, registro fundamental das fases pelas quais o local e o país passou.